# Emotionsregulation
Emotionsregulation (Affektregulation) bezeichnet alle Prozesse, mit denen Individuen versuchen, die Art, die Intensität oder die Dauer von Emotionen in eine bestimmte Richtung zu beeinflussen. Der Begriff umfasst neben diesen Bemühungen auch das damit erzielte Ergebnis.
Der Begriff lässt offen, inwieweit die regulativen Bemühungen bewusst getätigt werden oder Teil der vorbewussten (bzw. automatisierten) Informationsverarbeitung sind. Er impliziert allerdings die Unterscheidung zwischen
- einem vergleichsweise spontanen emotionalen Erleben, welches unmittelbar durch bestimmte Wahrnehmungen oder durch die Bewertung dieser Wahrnehmungen ausgelöst wird und
- affektiven Reaktionen, die daraus resultieren, dass auch das eigene Befinden wahrgenommen, mit einem erwünschten Standard verglichen und gezielt in Richtung dieses Standards beeinflusst wird.[1][4][5][6]

Neben dieser prototypischen Verwendung des Begriffs in Bezug auf die Regulierung der eigenen Gefühle kann sich der Begriff auch auf die zielgerichtete Regulation der Gefühle anderer beziehen (wenn beispielsweise Eltern ihre Kinder trösten und den Kindern dabei explizit oder implizit Emotionsregulationskompetenzen vermitteln).
Der Begriff Emotionsregulation thematisiert dabei streng genommen affektive Zustände von relativ kurzer Dauer, deren Entstehen auf einen eindeutigen Auslöser zurückgeführt werden kann (d. h. Emotionen, engl. emotions). Damit ist der Begriff abzugrenzen von Stimmungsregulation (engl. mood regulation), die sich eher auf länger andauernde affektive Zustände bezieht, für die nicht unbedingt ein eindeutiger Auslöser erkennbar ist, und vom Begriff der Affektregulation (engl. affect regulation) als übergeordnete Kategorie, welche Emotions-, Stimmungs- und Stressregulation sowie die Regulation motivationaler Impulse umfasst.

## Begriffsabgrenzung
Weiterhin ist der Begriff abzugrenzen vom Coping als übergeordnetem Begriff zur Beschreibung des Umgangs mit herausfordernden Situationen, zu denen unter anderem auch unerwünschte Emotionen gehören können. Der Begriff der Emotionsregulation wird zuweilen auch als Synonym für den Umgang mit affektiven Zuständen im Allgemeinen gebraucht. Eine solche Verwendung des Begriffs resultiert daraus, dass
1. der Begriff Gefühle (engl. feelings) in der Umgangssprache selten zwischen subjektiv erlebten Emotionen und Stimmungen (oder anderen affektiven Zuständen) unterscheidet,
2. Emotionen zuweilen auch länger anhalten können und ggf. nicht auf einen eindeutig wahrnehmbaren Auslöser rückführbar sind und
3. viele effektive Emotionsregulationsstrategien zur Emotionsregulation genauso effektiv zur Regulation von Stimmungen und anderen affektiven Zuständen eingesetzt werden können.[3]

## Geschichte des Konzepts
Versuche, die eigenen Gefühle (oder die Gefühle anderer) in eine gewünschte Richtung zu beeinflussen, sind so alt wie die Menschheit selbst. Viele Heilslehren beinhalten Handlungsanweisungen und -empfehlungen, die als Methoden zur Verbesserung des eigenen Befindens verstanden werden können (z. B. der Fokus auf das Hier-und-Jetzt im Buddhismus). Auch in frühen Ansätzen psychotherapeutischer Theoriebildung, wie der Triebtheorie und dem darin angeführten Konzept der Abwehrmechanismen von Sigmund Freud und auch Anna Freud, spielt die Erklärung der „Affektregulation“ durch ebendiese Abwehrmechanismen eine zentrale Rolle.
Die empirisch-wissenschaftliche Betrachtung des Konzeptes begann in den 70er Jahren, als Izard, Plutchik, Mandler und später auch Lazarus verschiedene Modelle zur Entstehung von Emotionen vorstellten. Eine Fokussierung auf die Reaktionskomponente erfolgte dann Anfang der 90er Jahre vor allem im Bereich der Entwicklungspsychologie mit den Arbeiten von Nancy Eisenberg und Richard Fabes. Im Zuge der Entwicklung bildgebender Verfahren (Funktionelle Magnetresonanztomographie) ließen sich biologische Korrelate für die Unterscheidung von eher basalen Prozessen der Emotionsgenese (vor allem Amygdala) und modulierenden Prozessen (vor allem präfrontaler Cortex) identifizieren, was die wissenschaftliche Bedeutung des Konzeptes weiter steigerte.

## Modelle der Emotionsregulation

### Prozessmodell der Emotionsregulation nach James J. Gross
James J. Gross schlägt vor, die Vielzahl von Prozessen, die zur Emotionsregulation eingesetzt werden können, in Abhängigkeit von ihrer zeitlichen Verortung im Prozess der Emotionsregulation zu klassifizieren. Gross unterscheidet dabei die folgenden Ansatzpunkte: 1. Situationsauswahl, 2. Situationsmodifikation, 3. Lenkung der Aufmerksamkeit, 4. Kognitive Neubewertung und 5. Modulation der emotionalen Reaktion.
Die Kategorien 1 bis 4 fasst Gross unter dem Konzept der Antezedens-fokussierten Emotionsregulation zusammen und grenzt diese von den sogenannten Response-fokussierten Emotionsregulationsstrategien (Kategorie 5) ab. Damit unterscheidet er zwischen regulativen Bemühungen, die in den Prozess der Emotionsentwicklung eingreifen (Antezedens-fokussierte Emotionsregulation), und solchen, die an der bereits vollständig entwickelten Emotion ansetzen (Response-fokussierte Emotionsregulation). Die Zuordnung der Strategie-Kategorien zu diesen beiden Phasen ist allerdings nicht ganz unproblematisch, wenn man berücksichtigt, dass die Entstehung von Emotionen ein dynamischer Prozess ist, bei dem Teile der Response-Komponente (beispielsweise durch die Emotion evozierte Gedanken) zur Aufrechterhaltung der Emotion mit beitragen und von daher sowohl als Antezedenzien als auch als Konsequenzen von Emotionen gelten können.
In einer Reihe von Studien präsentiert Gross Befunde, die die Annahme bestätigen sollen, dass Antezedens-fokussierte Emotionsregulation effektiver als Response-fokussierte Regulation ist. Kritisch muss hierbei allerdings angemerkt werden, dass in diesen Studien mit der Unterdrückung (engl. suppression) der Emotion (bzw. des Emotionsausdrucks) eine wenig vielversprechende Strategie als Vertreter der Response-fokussierten Regulation mit kognitiver Umbewertung (engl. reappraisal), einem vielversprechenden Vertreter der Antezedens-fokussierten Strategien, verglichen wird. Andere Strategien, wie Mitgefühl mit sich selbst (engl. self-compassion), sind per Definition als Response-fokussierte Regulationsmechanismen einzuordnen und haben sich in der empirischen Forschung als ebenso wirksam erwiesen wie Kognitive Umstrukturierung als (vermeintlich) Antezedens-fokussierter Strategie.

### Das Modell adaptiver Emotionsregulation nach Matthias Berking
Ein weiteres Modell der Emotionsregulation ist das Modell adaptiver Emotionsregulation nach Matthias Berking. Dieses Modell (siehe Abbildung) konzeptualisiert adaptive Emotionsregulation als das situationsadaptierte Zusammenspiel verschiedener Emotionsregulationskompetenzen.

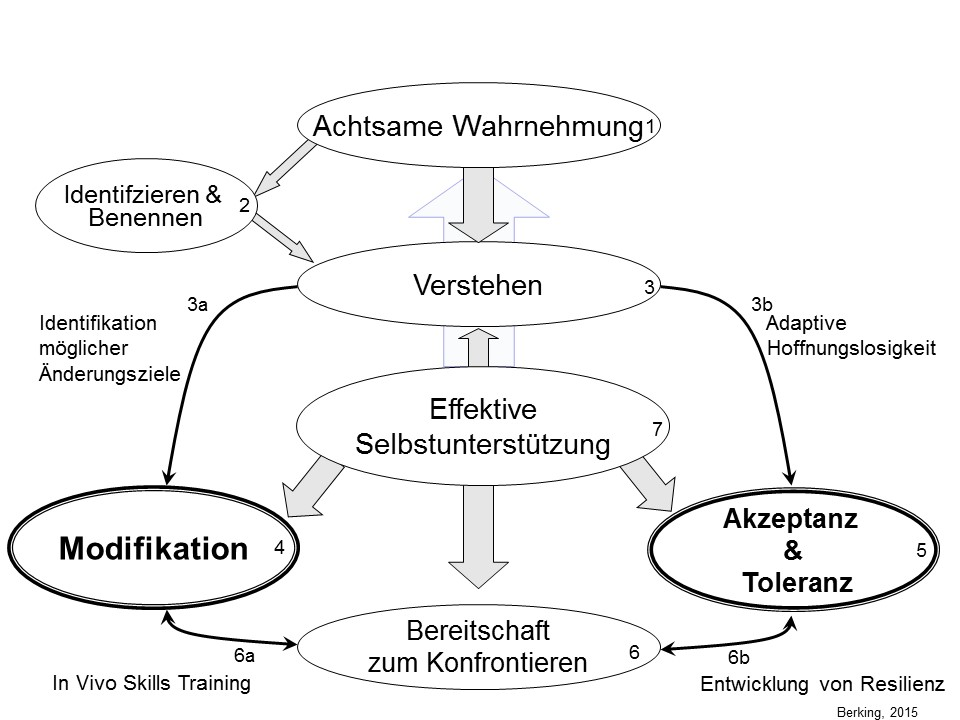
Modell adaptiver Emotionsregulation nach Matthias Berking

Neben den in der Abbildung dargestellten Kategorien von Emotionsregulationskompetenzen und ihren wechselseitigen Beziehungen postuliert das Modell, dass für die psychische Gesundheit letztlich ausschließlich die Kompetenzen (a) Emotionen erfolgreich modifizieren und (b) Emotionen (für den Fall, dass sie nicht oder nur zu einem hohen Preis verändert werden können) akzeptieren und aushalten zu können, von Bedeutung sind. Die anderen Kompetenzen seien nur in dem Maße für die psychische Gesundheit relevant, in dem sie den erfolgreichen Einsatz von Modifikation und Akzeptanz/Toleranz erleichtern.

## Die Entwicklung emotionaler Kompetenzen
Der Erwerb effektiver emotionaler Kompetenzen wird von vielen Autoren als wichtige Entwicklungsaufgabe gesehen. Um diese erfolgreich bewältigen zu können, sind Kinder zu großen Teilen auf die Unterstützung ihrer primären Bezugspersonen angewiesen. Voraussetzung für eine solche Unterstützung ist, dass (a) den Eltern das Wohlergehen des Kindes ein wichtiges Anliegen ist und dass sie (b) wichtige Signale, anhand derer das Kind sein aktuelles Befinden kommuniziert, achtsam wahrnehmen und (c) konstruktiv auf diese reagieren. Eine Voraussetzung dafür ist u. a. das Vorhandensein emotionaler Kompetenzen auf Seiten der Bezugspersonen. Durch das verstärkende Eingehen auf positive Emotionen können Eltern dann vermitteln, dass es wichtig ist, sich aktiv um das eigene Wohlergehen zu kümmern. Durch verständnisvoll-unterstützendes Eingehen auf Distress-Signale kann die Bezugsperson dem Kind vermitteln, dass es auch vor negativen Emotionen keine Angst haben muss. Empathisches Nachfragen, wie es dem Kind gerade geht und das Darbieten möglichst treffender Vorschläge, wie man den aktuellen Gefühlszustand des Kindes bezeichnen kann, ermöglicht es das Kind beim Aufbau semantischer Repräsentationen für zunächst diffuse Befindenszustände zu unterstützen. Diese können dem Kind helfen, ein möglichst umfangreiches Wissen über derartige Zustände zu erwerben, welches dann für den konstruktiven Umgang mit emotionalen Zuständen genutzt werden kann. Darüber hinaus können Eltern durch einfühlsames Klären der Ursachen für die Emotion („Was ist passiert?“, „Was gefällt Dir daran nicht?“, „Was hättest Du Dir gewünscht?“) dem Kind helfen, ein konstruktives inneres Modell zur Erklärung von Emotionen zu entwickeln, aus dem sich Ansatzpunkte für die Emotionsveränderung oder -akzeptanz ergeben. Aufbauend auf eine solche Klärung können Eltern dem Kind mit aktiver Unterstützung beim Verändern der Umstände, die zu dem Problem geführt haben vermitteln, dass man kreativ Ideen entwickeln und umsetzen kann, mit denen sich unerwünschte Gefühle mit etwas Geduld reduzieren lassen. Sollte sich herausstellen, dass sich die Gefühle nicht ändern lassen, können Eltern ihren Kindern ein Vorbild sein und durch ihr eigenes Verhalten zeigen, dass man in solchen Fällen zunächst einmal alle Möglichkeiten zur Veränderung ausschöpft, um dann gegebenenfalls aber auch an der Akzeptanz der unbefriedigenden Situation bzw. des anhaltenden Gefühls zu arbeiten und sich dabei innerlich wohlwollend zu unterstützen.

### Psychologischer Ansatz in der Entwicklung von Emotionsregulation bei Kindern
Mit fortschreitender motorischer Kontrolle über Kopf und Augenbewegungen sind Säuglinge mit circa 2 Monaten in der Lage, ihre visuelle Aufmerksamkeit zu regulieren und sich unangenehmen Zuständen durch Abwenden der Blickrichtung oder des Kopfes zu entziehen. Diese selbstberuhigenden Maßnahmen, die eine erste Form der intrapsychischen Regulation (die Person führt Bewältigungshandlung selbst aus) darstellen, müssen jedoch im frühen Säuglingsalter, bei zu hoher Belastung, durch interpsychische Regulation, also durch eine Bewältigungshandlung einer anderen Person etwa durch die Bezugspersonen unterstützt werden. Die Relationen zwischen dem Emotionsanlass, dem Emotionsausdruck und der damit verbundenen Bewältigungsstrategie erlernt der Säugling, indem die Eltern auf die Ausdruckszeichen des Kindes reagieren. Vor allem in unsicheren Situationen, wendet sich das Kind an die Bezugsperson, um aus ihrem affektiven Ausdruck Hinweis über die gegebene und passende Bewältigungsstrategie zu erlangen. Ein weiterer wichtiger Knotenpunkt, für die Entwicklung emotionaler Bewältigungsstrategien, ist der Spracherwerb, der es dem Kleinkind nun erlaubt sein emotionales Empfinden seiner sozialen Umwelt mitzuteilen. Das Sprechen über den eigenen affektiven Gemütszustand, kann zu affektiver Perspektivübernahme und damit zu einem besseren und facettenreicheren Verständnis von Emotionen führen. Insgesamt überwiegen im Säuglings- und Kleinkindalter die interpsychischen Regulationsstrategien.
Mit dem Eintritt in den Kindergarten und der Vorschule, im 3.–6. Lebensjahr, fangen Kinder an, den regulierten emotionalen Zustand für ihr eigenes motivdienliches Handeln zu nutzen. Eine weitere wichtige Entwicklung während dieses Zeitraums ist die Fähigkeit, negative emotionale Folgen für sich und andere vorherzusehen. Das emotionale Erleben wird auf Basis des unmoralischen Handelns und nicht auf Grundlage des Ausmaßes der Zielerreichung reguliert. Es kommt zu einer Trennung des eigenen internen Erlebens und des externen emotionalen Ausdrucks, d. h. Kinder bilden die Fähigkeit aus, negative Empfindungen durch einen positiven emotionalen Ausdruck zu verbergen oder andersherum. Dabei findet diese Täuschung vorerst nur mimisch statt und kann erst ab dem fünften Lebensjahr auch verbalisiert zum Ausdruck kommen. Insgesamt zeichnet sich diese Entwicklungsphase durch einen rapiden Wechsel von inter- zu intrapsychischen Regulationsstrategien aus, es bleibt jedoch anzumerken, dass Eltern und wichtige Bezugspersonen weiterhin einen wichtigen Ankerpunkt, als saliente Modelle für den Umgang mit Emotionen, darstellen, an welchen sich das Kind orientiert.
Mit dem Eintritt in die Schule, was eine wichtige Veränderung der sozialen Umwelt bedeutet, verändern Kinder die emotionalen zu kognitiven Regulationsstrategien, mit dem Ziel der Akzeptanz durch Gleichaltrige. Die Regulation von Emotionen wird immer differenzierter, indem bspw. die Merkmale einer belastenden Situation bei der Auswahl einer passenden Regulationsstrategie berücksichtigt werden und die Emotionsregulation dann antezedenzfokussiert, als auch reaktionsbasiert stattfinden kann
Die antezedenzfokussierte Regulation setzt zu Beginn des Emotionsentstehungsprozessen ein bzw. bei der Emotionsauslösung und schließt insgesamt vier regulatorisch kognitive Subtypen ein, auf welche mit zunehmendem Alter immer mehr zugegriffen wird:
1. Situationsauswahl: Individuen vermeiden Personen, Gegenstände, Orte oder Situationen, die ein unangenehmes emotionales Empfinden auslösen könnten, und widmen sich solchen Gegebenheiten, die positive affektive Zustände bedingen.
2. Situationsmodifikation: Individuen versuchen das emotionsauslösende Potential ihrer Umgebung zu vermindern, indem sie versuchen die Situation aktiv anders zu gestalten.
3. Aufmerksamkeitslenkung: Individuen lenken ihre Aufmerksamkeit aktiv von solchen Aspekten, die emotionsauslösendes Potential besitzen und wenden ihren Fokus auf weniger emotional wichtige Merkmale der Situation.
4. Neubewertung / kognitive Veränderung: Situationen (oder Reizen) wird eine neue Bedeutung gegeben, die das emotionsauslösende Potential verändern.

Die reaktionsbasierten Strategien setzen ein, wenn ein emotionales Befinden bereits eingetreten ist und dienen dazu, die Emotionsreaktion zu verändern. Es wird zwischen drei kognitiven Subtypen unterschieden:
1. Regulation der physiologischen Ebene: Individuen mindern das emotionale Befinden durch physiologische Anstrengung oder Veränderung (Sport, Pharmaka…)
2. Regulation des Gefühls bzw. der subjektiven Erlebenskomponente: Individuen versuchen emotionsbegleitende Gedanken vollkommen zu unterdrücken oder schenken diesen vermehrt Aufmerksamkeit, um eine Erklärung für den eigenen Zustand zu finden und die negativen Auswirkungen der Gedanken zu verringern (Grübeln)
3. Regulation des emotionalen Ausdrucks: Individuen intensivieren oder unterdrücken ihren emotionalen Ausdruck

Insgesamt lässt sich erkennen, dass der Einsatz kognitiver Regulationsstrategien zunimmt, während verhaltensbezogene Strategien seltener werden. Kinder in diesem Alter erkennen, dass Gedanken Gefühle beeinflussen können.

## Emotionsregulation und psychische Gesundheit
Eine Vielzahl von Theorien und empirischen Befunden sprechen für die Annahme, dass ein adäquater Umgang mit Emotionen eine wichtige Rolle für die psychische Gesundheit spielt. Mittlerweile wurden für fast alle psychischen Störungen Konzepte entwickelt, bei denen wichtige Anteile der Störung als dysfunktionale Versuche der Emotionsregulation konzeptualisiert wurden (z. B. Essattacke, um von Ärger abzulenken; Vermeidungsverhalten, um Ängste kurzfristig zu reduzieren;  Alkoholkonsum, um Gefühle von Einsamkeit zu lindern). Empirisch zeigte sich, dass dysfunktionale Reaktionen auf belastende Emotionen bei Personen mit psychischen Störungen häufiger zu verzeichnen sind bzw. die Entwicklung einer solchen Störung vorhersagen. Ebenso zeigte sich, dass Personen mit verschiedensten Störungen weniger häufig adaptive Emotionsregulationsstrategien mit Erfolg einsetzen bzw. dass Defizite in diesem Bereich die Entwicklung von Gesundheitsproblemen vorhersagen. Defizite in der Emotionsregulation sind somit in verschiedensten Störungsbildern anzutreffen, weshalb diverse Forscher im Feld für die Entwicklung und Anwendung transdiagnostischer Interventionen zur Förderung der Emotionsregulation plädieren.

## Maßnahmen zur Förderung der Emotionsregulation
Aufbauend auf Theorien und Befunden zur Relevanz von Emotionsregulation für die psychische Gesundheit, wurden in den letzten Jahren viele psychologische Interventionen entwickelt, mit deren Hilfe sich emotionale Kompetenzen stärken lassen. Eine wichtige Rolle in diesem Prozess spielt die von Marsha Linehan entwickelte Dialektisch-Behaviorale Therapie, welche ursprünglich zur Behandlung der Borderline-Persönlichkeitsstörung entwickelt wurde und Defizite im Bereich der Emotionsregulation als zentrales Element dieser Störung ansieht. Die Emotionsfokussierte Therapie (EFT) ist ein Kurzzeit-Therapieverfahren (8–20 Sitzungen) und kann in der Arbeit mit Individuen, Paaren oder sogar Familien angewendet werden. Ein weiteres Therapieverfahren, welches explizit zur Stärkung der Emotionsregulationsfähigkeiten entwickelt wurde, ist die Emotion Regulation Therapy von Mennin. Diese manual-basierte Intervention wird vor allem zur Behandlung von chronischer Angst und komorbider Depression angewandt und kombiniert kognitiv-behaviorale Therapieelemente mit weiteren therapeutischen Komponenten wie z. B. Akzeptanz, Achtsamkeit und Bausteinen der dialektisch-behavioralen Therapie. Ein weiterer explizit und exklusiv auf die Verbesserung der Emotionsregulation zielender Ansatz ist das Training emotionaler Kompetenzen von Berking. Dieser transdiagnostische Ansatz lässt sich als alleinstehende Maßnahme zur Förderung des persönlichen Wachstums, zur Prävention psychischer Erkrankungen und zur Behandlung leichter psychischer Störungen einsetzen. In der Behandlung schwerer psychischer Störungen kann der Ansatz als Ergänzung zu störungsspezifischen Therapien genutzt werden, wenn es Grund für die Annahme gibt, dass die psychischen Probleme durch Schwierigkeiten in der Emotionsregulation mitbedingt sind.